# Équipe de France de rugby à XV en 1963
L'équipe de France de rugby à XV, en 1963, dispute quatre matchs lors du tournoi des Cinq Nations, puis un match face à l'Italie. Elle finit l'année par un match face à la Roumanie.

## Le Tournoi des cinq Nations
L'équipe de France de rugby à XV termine deuxième du Tournoi des cinq nations 1962 avec deux victoires et deux défaites, derrière l'Angleterre et à égalité avec l'Écosse.

## Les test-matchs
Bilan mitigé avec une autre victoire face à l'Italie mais aussi une autre défaite à Bucarest.

## Tableau des matchs
| Date             | Lieu                | Adversaire | Score   | Type                     | Équipe |
| 12 janvier 1963  | Colombes            | Écosse     | D 6-11  | Tournoi des cinq nations | Jean-Pierre Razat - Pierre Besson, Guy Boniface, André Boniface, Christian Darrouy - (o) Pierre Albaladejo - (m) Pierre Lacroix (cap) - Michel Crauste, Jean Fabre, Roger Gensane - Bernard Momméjat, Jean-Pierre Saux - Alfred Roques, Jean de Grégorio, Francis Mas - 1 Pénalité (Albaladejo) - 1 Drop (A. Boniface)                                                      |
| 26 janvier 1963  | Dublin              | Irlande    | V 5-24  | Tournoi des cinq nations | Jean-Pierre Razat - Pierre Besson, Guy Boniface, André Boniface, Christian Darrouy - (o) Pierre Albaladejo - (m) Pierre Lacroix (cap) - Michel Crauste, Jean Fabre, Maurice Lira - Bernard Momméjat, Jean-Pierre Saux - Francis Mas, Jacques Rollet, Fernand Zago -4 Essais (Darrouy -3-, G. Boniface) - 3 Transformations (Albaladejo) - 2 Drops (Albaladejo, A. Boniface) |
| 23 mars 1963     | stade de Twickenham | Angleterre | D 6-5   | Tournoi des cinq nations | Paul Dedieu - Pierre Besson, Guy Boniface, André Boniface, Christian Darrouy - (o) Pierre Albaladejo - (m) Pierre Lacroix (cap) - Henri Romero, Jean Fabre, Michel Crauste - Maurice Lira, Jean-Pierre Saux - Fernand Zago, Raymond Rébujent, Francis Mas - 1 Essai (G. Boniface) - 1 Transformation (Albaladejo)                                                           |
| 23 mars 1963     | Colombes            | Galles     | V 5-3   | Tournoi des cinq nations | Claude Lacaze - Jean Dupuy, Guy Boniface, André Boniface, Christian Darrouy - (o) Pierre Albaladejo - (m) Pierre Lacroix (cap) - Maurice Lira, Jean Fabre, Michel Crauste - Roger Fite, Bernard Momméjat - Francis Mas, Jean de Grégorio, Amédée Domenech - 1 Essai (G. Boniface) - 1 Transformation (Albaladejo)                                                           |
| 22 avril 1963    | Grenoble            | Italie     | V 14-12 | Test-match               | Paul Dedieu - Jean Dupuy, Guy Boniface, André Boniface, Christian Darrouy - (o) Pierre Albaladejo - (m) Jean-Claude Lasserre - Maurice Lira, Jean Fabre, Michel Crauste (cap) - Roger Fite, Jean Le Droff - Jean-Pierre Saux, Jean de Grégorio, Amédée Domenech - 4 Essai (Dupuy -2-, Darrouy, Lira) - 1 Transformation (Dedieu)                                            |
| 15 décembre 1963 | Toulouse            | Roumanie   | N 6-6   | Test-match               | Jean-Pierre Razat - Jean Gachassin, Guy Boniface, André Boniface, Jean Dupuy - (o) Claude Lacaze - (m) Claude Laborde - Michel Crauste (cap), André Herrero, Jean-Joseph Rupert - Maurice Lira, Jean Le Droff - Jean-Claude Berejnoï, Jean-Michel Cabanier, Lucien Abadie - 2 Essais (Gachassin, Dupuy)                                                                     |